# 강화 망산봉수
강화 망산봉수(江華 望山熢燧)는 인천광역시 강화군 내가면에 있는 조선시대의 봉수이다. 2011년 12월 28일 인천광역시의 기념물 제64호로 지정되었다.

## 개요
봉수(烽燧)는 횃불인 봉(烽)과 연기인 수(燧)로 변방의 급한 소식을 중앙에 전하는 통신 방법으로 조선시대까지 쓰였다. 밤에는 횃불을 올리고 낮에는 연기를 올려 신호를 보냈다. 대개 봉수는 해발 100m~300m의 너무 높지 않은 산 정상부, 주변 일대를 한눈에 볼 수 있는 곳에 설치됐다. 망산봉수는 덕산봉수라고도 불린다. 덕산은 해발 240m이다. 조선 초에는 진강산 봉수의 신호를 받아서 별립산 봉수로 전달했고, 조선 후기에는 진강산 봉수의 신호를 받아 교동 화개산 봉수로 전했다. 망산봉수는 사방 8.3m 내외의 정방형 기단에 원형 연대를 갖추고 있었다. 동쪽 기단은 단수가 2단이며 높이가 0.8m이다. 서쪽 기단은 단수가 4단이며 높이가 1.3m이다. 남쪽 기단은 단수가 5단이며 높이가 1m이다. 북쪽 기단은 거의 붕괴됐는데 높이가 0.4m이다. 연대는 지름이 4.5m이고 높이가 3.4m이다.

## 참고 문헌
- 강화 망산봉수 - 국가유산청 국가유산포털